# 陶建幸
陶建幸（1953年12月31日—），出生于江苏泰州，原籍镇江丹徒。中國企业家，1977年毕业于南京大学数学系计算数学专业。1985年任泰州冷气机厂（春兰集团前身）厂长。现任春兰集团公司董事局主席、首席执行官。
陶建幸是中共第十五、十六屆中央候補委員，第十一届全国政协常务委员、第十二届全国政协委员，代表经济界，分入第三十四组。